# Zelotes hanangensis
Zelotes hanangensis är en spindelart som beskrevs av FitzPatrick 2007. Zelotes hanangensis ingår i släktet Zelotes och familjen plattbuksspindlar.
Artens utbredningsområde är Tanzania. Inga underarter finns listade i Catalogue of Life.